# 동아쏘시오홀딩스
동아쏘시오홀딩스는 대한민국의 지주회사이다.

## 연혁
- 1932년 : 강중희 상점으로 설립
- 1949년 : 상호명을 강중희 상점에서 동아제약으로 변경
- 1957년 : 서울특별시 동대문구 용두동에 본사로 설립과 함께 공장 준공
- 1975년 : 리리화학공업을 인수와 함께 사명을 라미화장품으로 변경
- 1983년 : 동아제약 반월에 효소, 원료 합성 공장 준공, 동아제약 새로운 CI 불멸 등의 상징 피닉스
- 1987년 : 수출 1,000만 $ 돌파
- 1998년 : 동아제약 대학생 국토대장정 시작
- 2003년 : 라미화장품을 수석(구 파라다이스-수석농산)에 흡수합병시켜[1] 수석 라미화장품 사업부로 변경(2007년 지오라미화장품(구 수석 라미화장품 사업부), 2009년 라미화장품으로 변경)
- 2011년 : 박카스 50주년을 맞아 어린이기부단체 굿네이버스에 기부 후원
- 2013년 : 지주회사 체계로 변경과 함께 상호명을 동아제약에서 동아쏘시오홀딩스로 변경[2]

## 계열사
- 동아제약
- 동아오츠카
- 동아ST
- 에스티팜
- 용마로지스
- 한국신동공업
- 수석
- DA인포메이션
- 에스티젠바이오
- 철근종합건설
- 동천수
- 참메드